# Diccionario geográfico-estadístico-histórico de España y sus posesiones de Ultramar

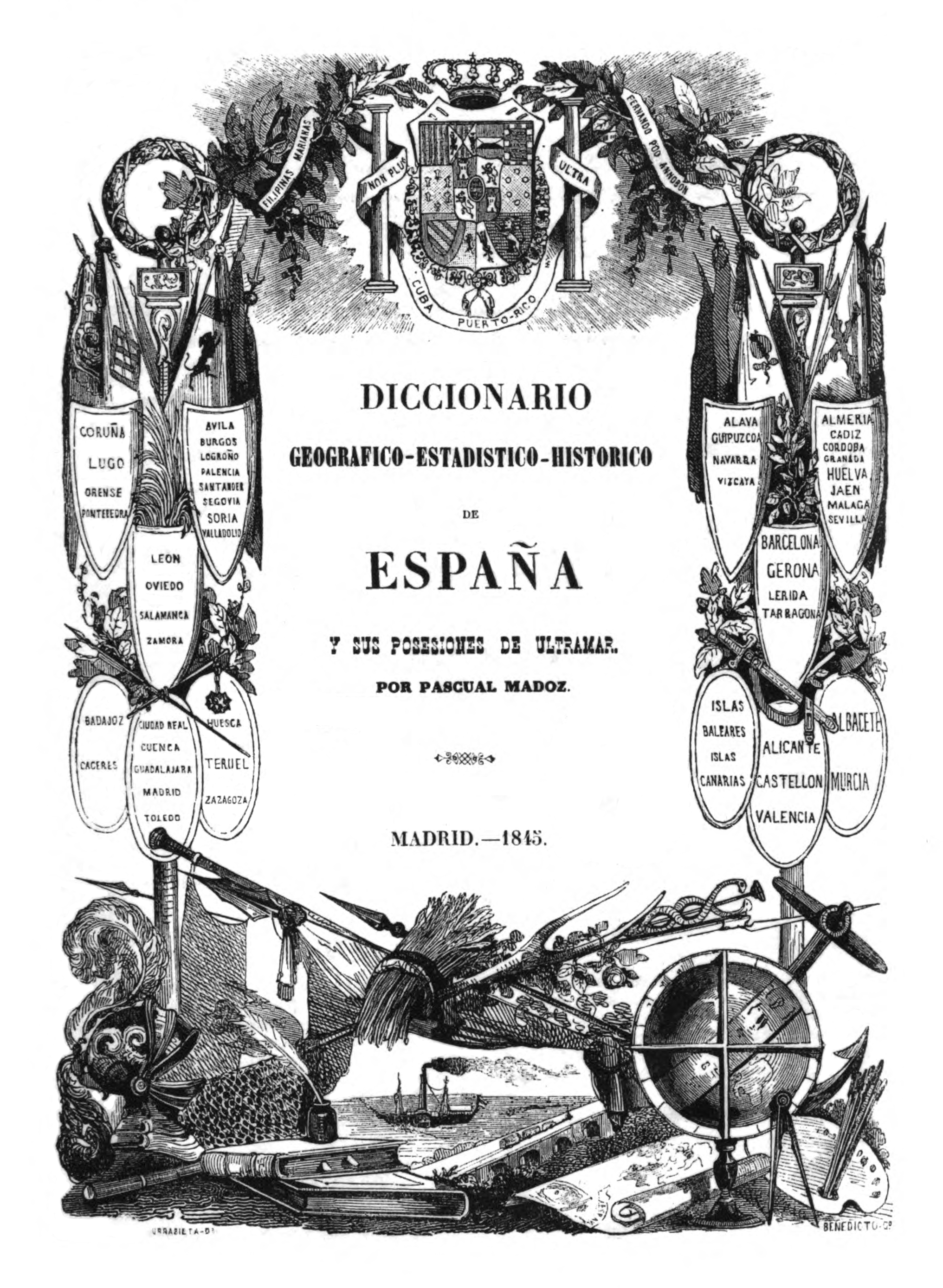
Einbandseite, 1845

Diccionario geográfico-estadístico-histórico de España y sus posesiones de Ultramar (Geographisch-statistisch-historisches Wörterbuch von Spanien und seinen überseeischen Besitztümern) ist das historische Ortsverzeichnis von Spanien einschließlich seiner überseeischen Besitzungen.
Es ist ein großes bedeutendes historisches Werk von Pascual Madoz (1806–1870), das zwischen 1845 und 1850 veröffentlicht wurde. Es besteht aus 16 Bänden und enthält alle Populationen und statistischen Daten der damaligen Gemeinden in der Zeit von 1845 bis 1850 in Spanien. Die Originalbände befinden sich in der Biblioteca Virtual de Andalucía.